# Mucuna sloanei
Mucuna sloanei är en ärtväxtart som beskrevs av William Fawcett och Alfred Barton Rendle. Mucuna sloanei ingår i släktet Mucuna och familjen ärtväxter. Inga underarter finns listade i Catalogue of Life.